# Think (IBM)
THINK（思考）是一个与IBM公司有关的口号，这一口号最早由托馬斯·J·沃森于1911年12月提出，当时他正在管理NCR公司。在一次乏味的销售会议上，沃森打断大家并说道：“我们每个人的问题都在于思考得不够。我们不是用脚干活，而是用头脑干活”。沃森随后在白板上写下了THINK。
当被问及这个口号是什么意思时，沃森回答说：“我说的‘THINK’是指把一切都考虑进去。我拒绝让这个标志更具体。如果一个人看到THINK，他就会明白我的意思。我们对逻辑课程不感兴趣。”

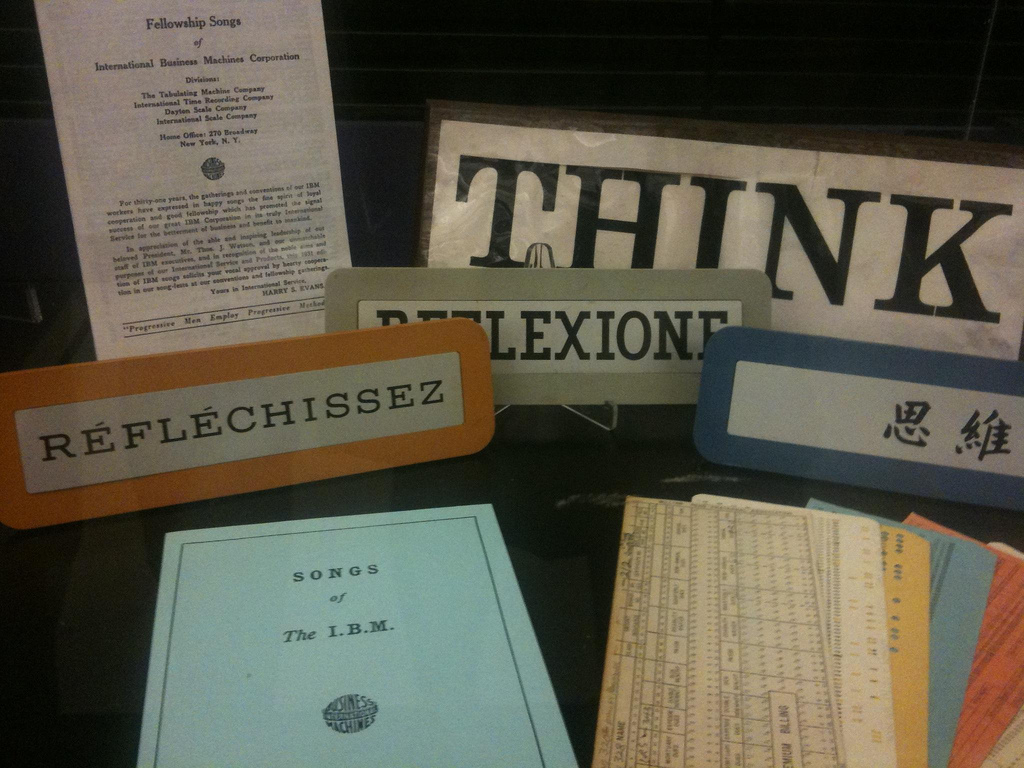
几种语言的Think口号
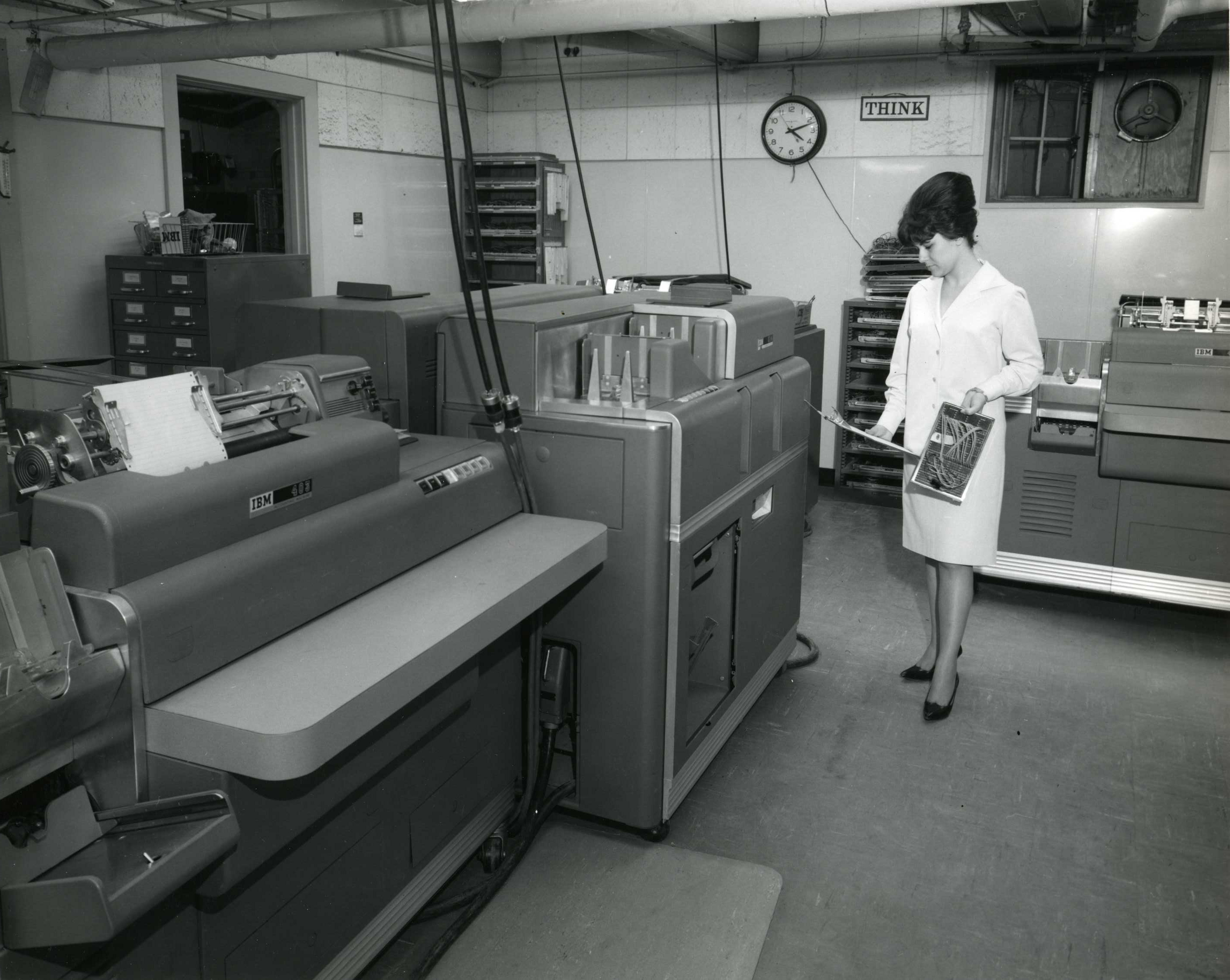
穿孔卡片数据处理（英语：unit record equipment）工厂的THINK口号，1960年左右
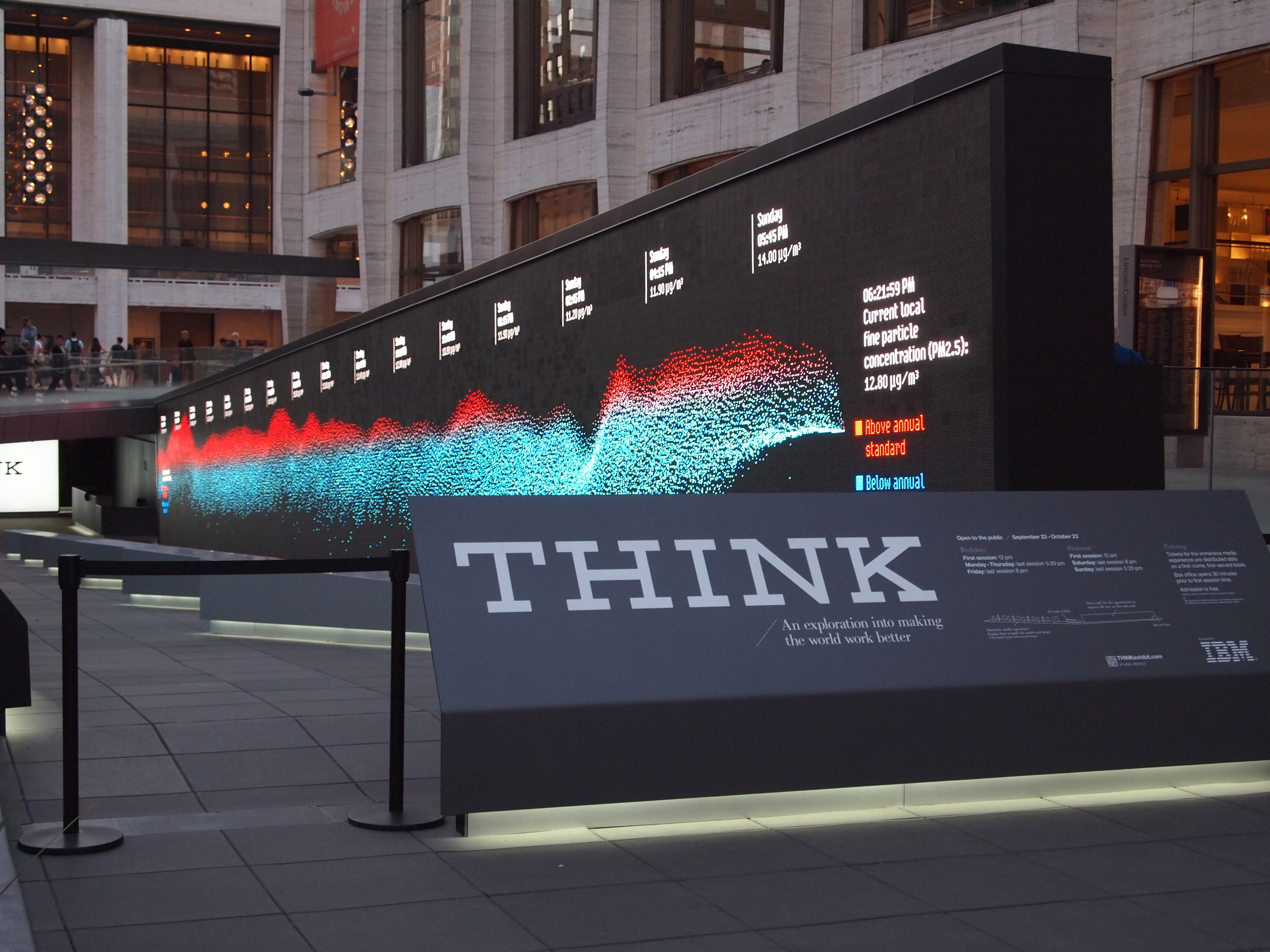
IBM的Think主题展览在林肯中心举行，2011年
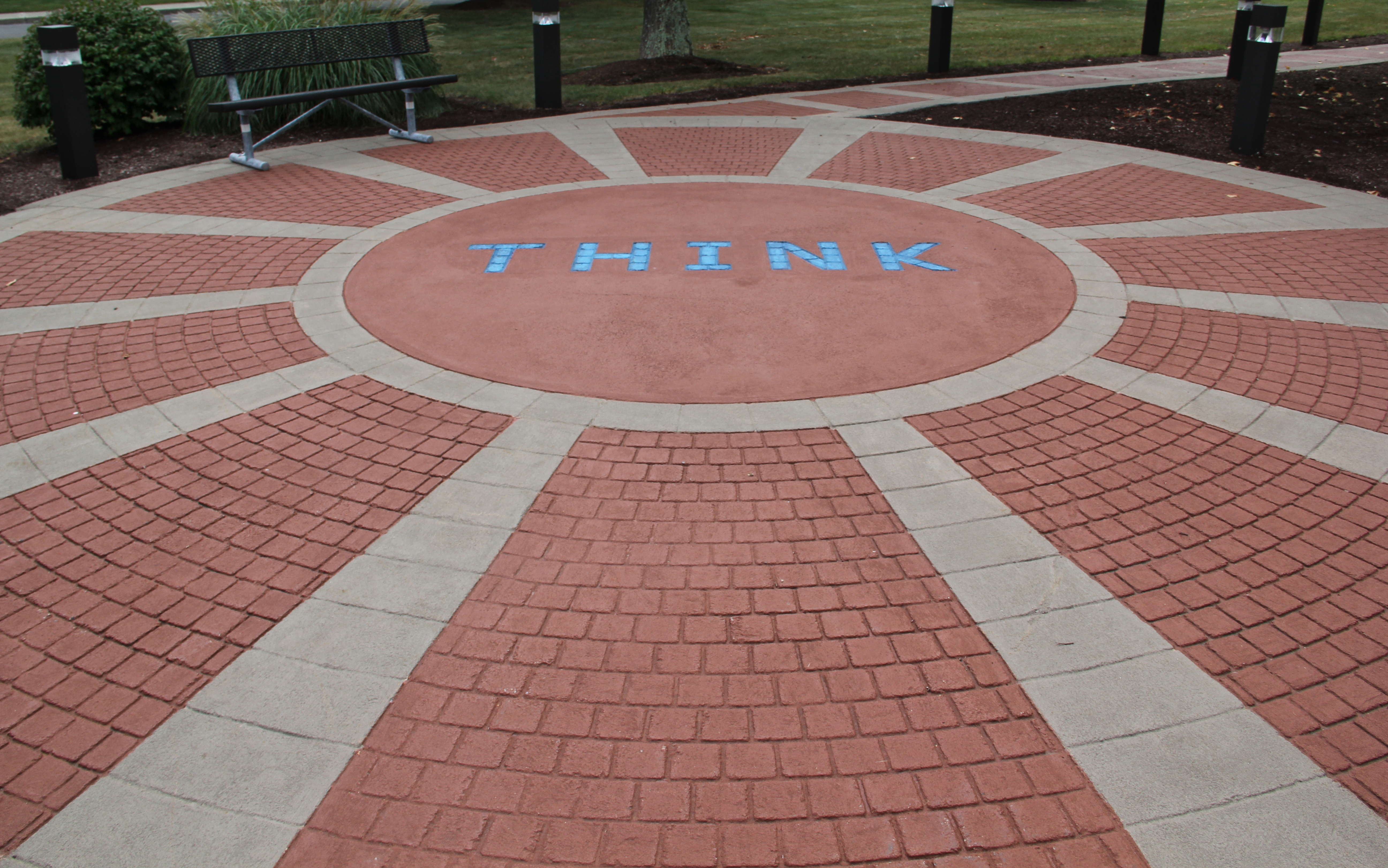
IBM Poughkeepsie网站上的一条人行道，上面写着“THINK”